# کاتولیسیزم‌ستیزی

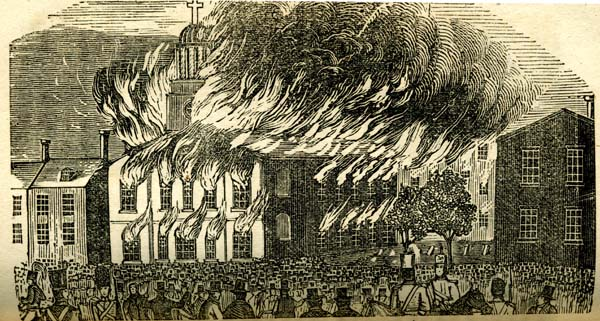
سوزاندن کلیسای سینت اگوستین در جریان شورشهای فیلادلفیا در ۱۸۴۴

کاتولیسیزم ستیزی (انگلیسی: Anti-Catholicism) خصومت یا مخالفت با کاتولیسیزم، مخصوصاً علیه کلیسای کاتولیک، کشیش‌ها و روحانیت آن، و پیروان آن است. خاتمه دادن به مناسک مذهبی و مصادرهٔ زمین‌های کلیساها از جمله مصادیق این مسئله است. این لفظ همچنین به آزار دینی کاتولیک‌ها یا به «جهت گیری مذهبی مخالف با کاتولیسیزم» نیز گفته می‌شود.
در دوره مدرن اولیه، کلیسای کاتولیک تقلا می‌کرد تا نقش سنتی مذهبی و سیاسی خود را در مواجهه با قدرت‌های فزایندهٔ سکولار در اروپا حفظ کند. در نتیجهٔ این تقلاها، رویکرد خصمانه‌ای در خصوص قدرت سیاسی، اجتماعی، روحانی و مذهبی قابل ملاحظهٔ پاپ و روحانیت در آن زمان به صورت «ضدروحانی‌گری» بروز کرد. بحران مهم اقتدار روحانی کلیسا از سوی اصلاحات پروتستانی نیز به این اضافه شد، و بر منازعهٔ فرقه‌ای و موج جدیدی از کاتولیسیسم ستیزی افزود.

## در کشورهای عمدتاً پروتستان

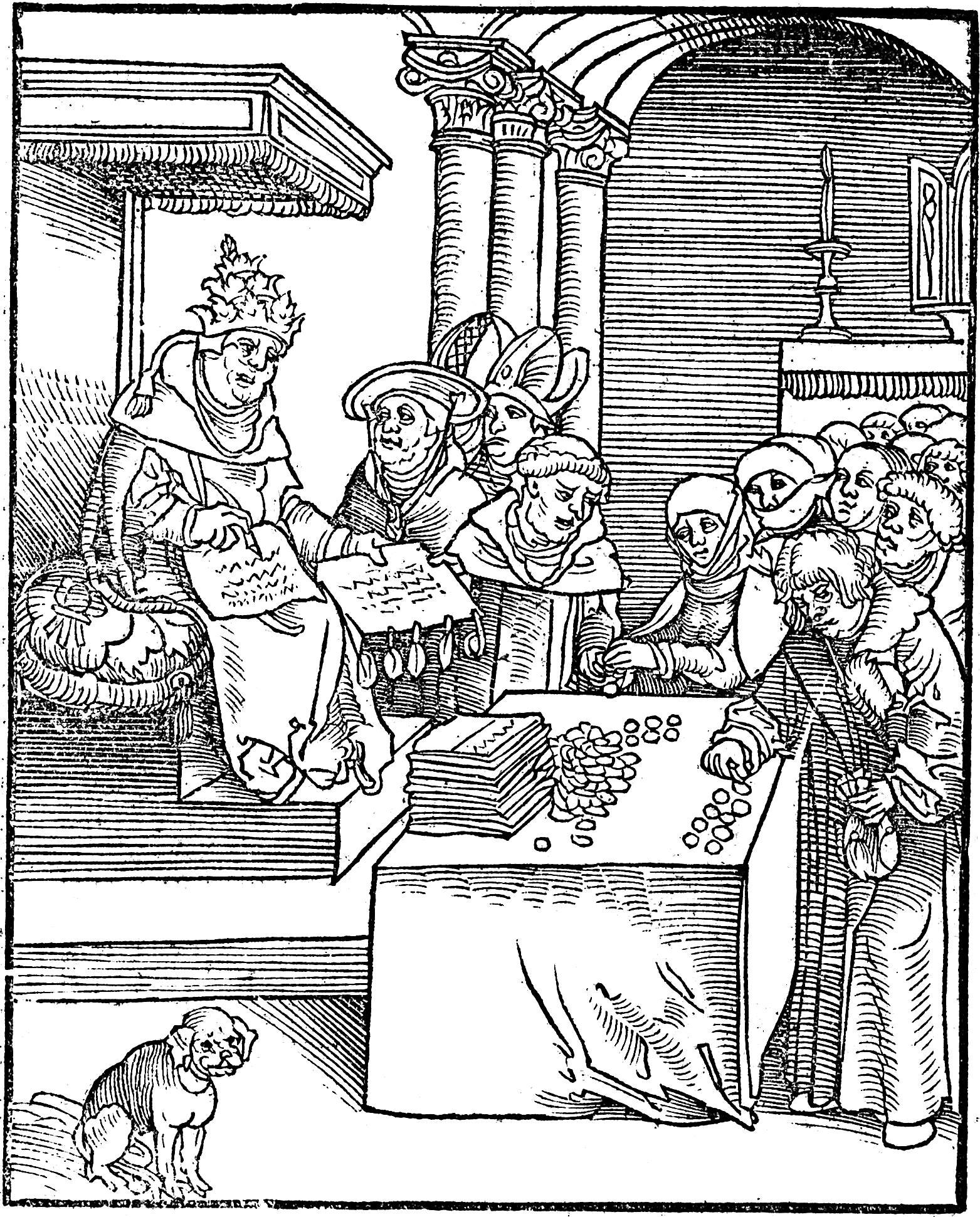
پاپ در هیئت دجال در حال امضا و فروش آمرزش‌نامه.

بسیاری از اصلاحگران پروتستان از جمله جان الیزابت وایکلیف، مارتین لوتر، ژان کالون، توماس کرنمر، جان ناکس, راجر ویلیامز، کاتم مدر، و جان وزلی، و همچنین اغلب پروتستانها قرون ۱۶-۱۹، پاپ را با دجال یکی می‌دانستند. در دور پنجم گفتگوی لوتری-کاتولیک آمده:
لوتریان اولیه با «ضد مسیح» خواندن پاپ، در سنتی قرار گرفتند که قدمتش به قرن یازدهم بر می‌گردد. نه تنها مخالفین و هرطقه بلکه حتی قدیسان وقتی می‌خواستند سوء استفادهٔ کشیش رم از قدرت را سرزش کنند به او ضد مسیح می‌گفتند